# ناوزیتس
ناوزیتس (به آلمانی: Nausitz) یک شهر در آلمان است که در کوفهویزرکرایس واقع شده‌است. ناوزیتس ۱۷۹ نفر جمعیت دارد.